# Uden
Uden este o comună și o localitate în provincia Brabantul de Nord, Țările de Jos.

## Localități componente
Uden, Odiliapeel, Volkel